# Аугсбургское княжество-епископство
Княжество-епископство Аугсбург (нем. Fürstbistum Augsburg или Hochstift Augsburg) — духовное княжество в составе Священной Римской империи, существовавшее с X века до германской медиатизации 1803 года. Княжество находилось на территории современной земли Бавария и входило в состав Швабского имперского округа.
После обретения Аугсбургом статуса вольного имперского города епископы потеряли над ним юрисдикцию и выехали из города. С тех пор основные их резиденции находились в Диллингене и Фюссене.
В 1803 году в результате наполеоновской секуляризации епископ Аугсбурга был лишён светской власти в пользу Баварского курфюршества, а княжество-епископство стало обычной католической епархией.

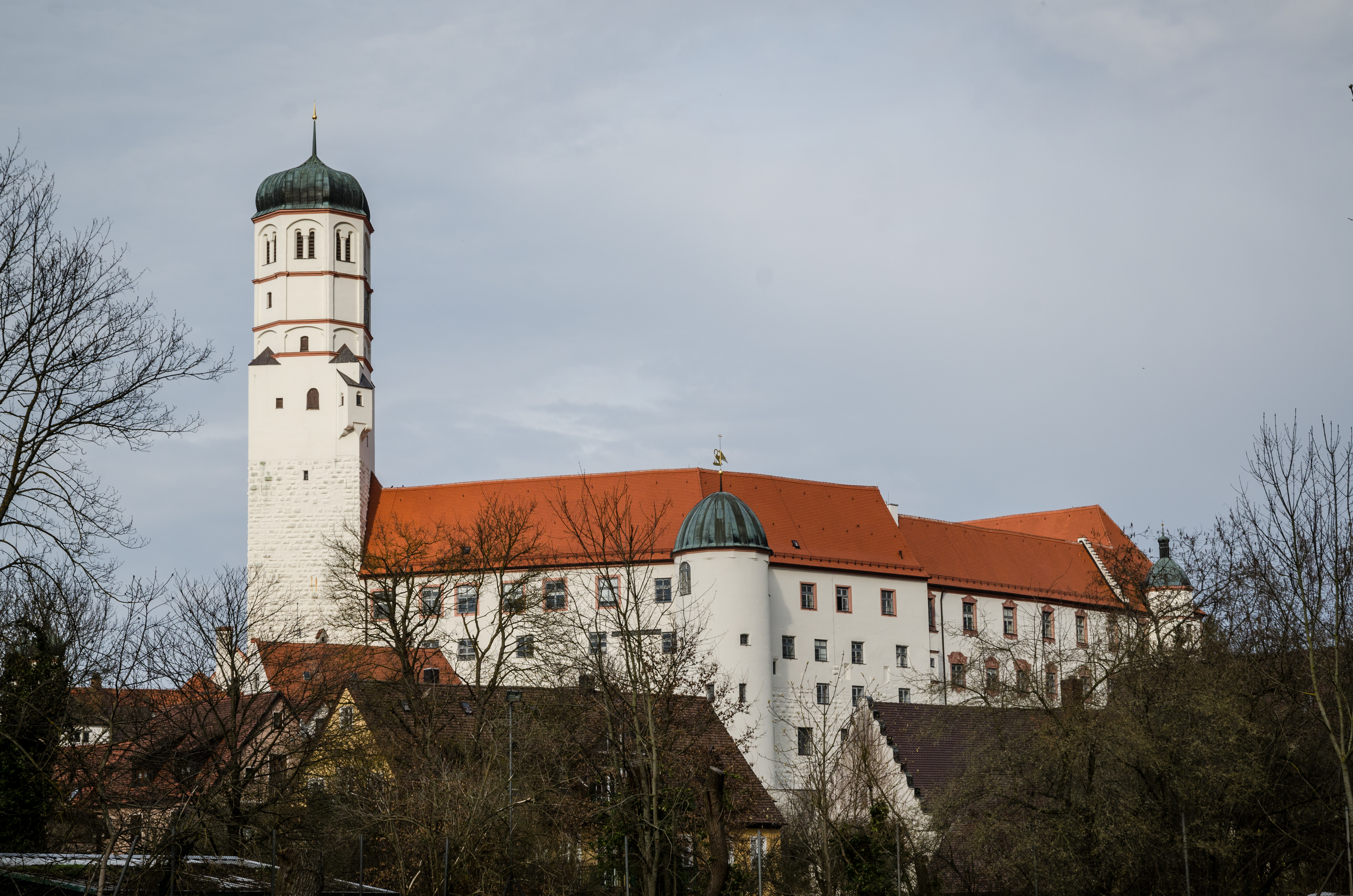
Замок епископов в Диллингене-на-Дунае
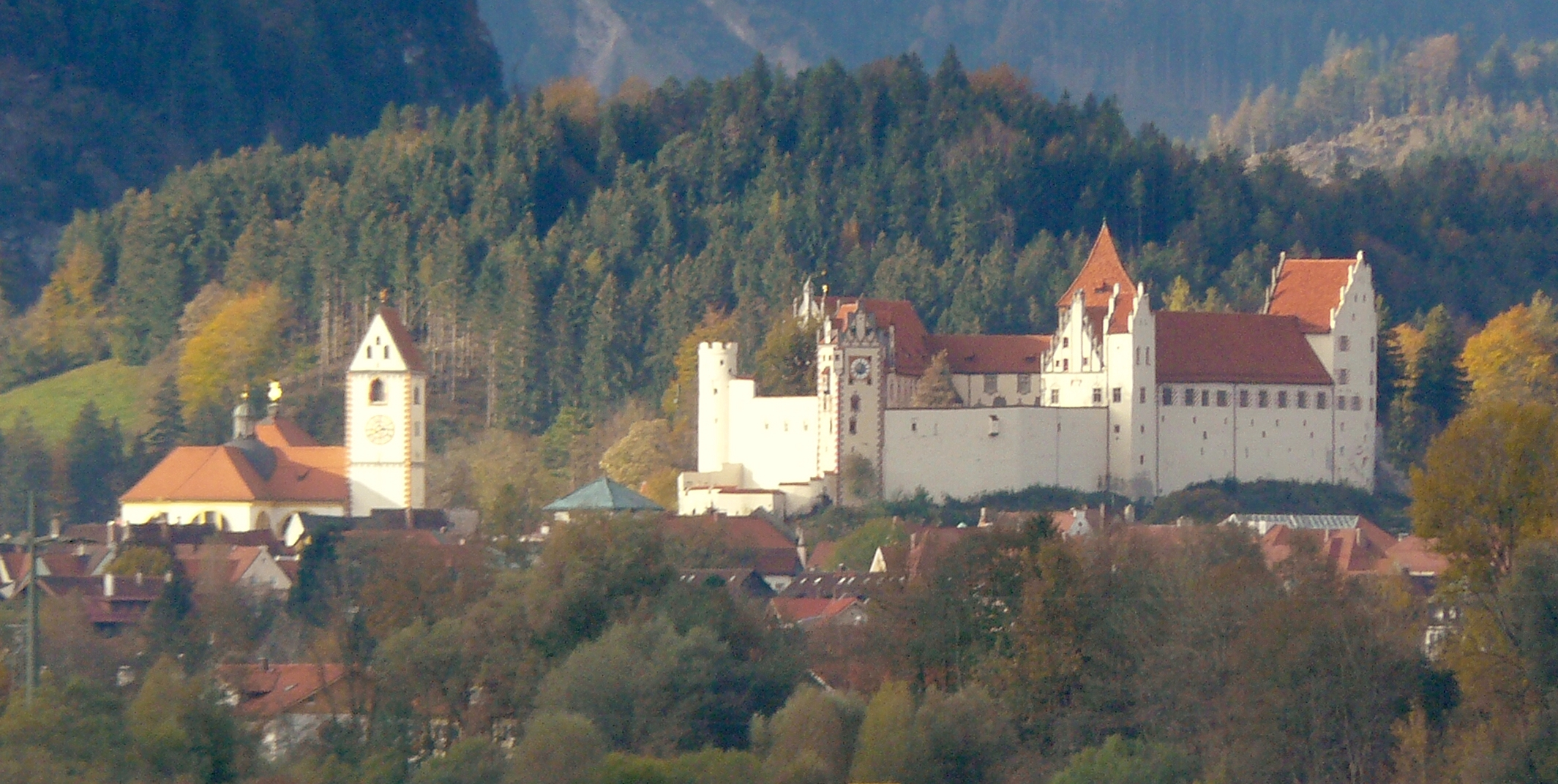
Замок князей-епископов в Фюссене

## Истоки

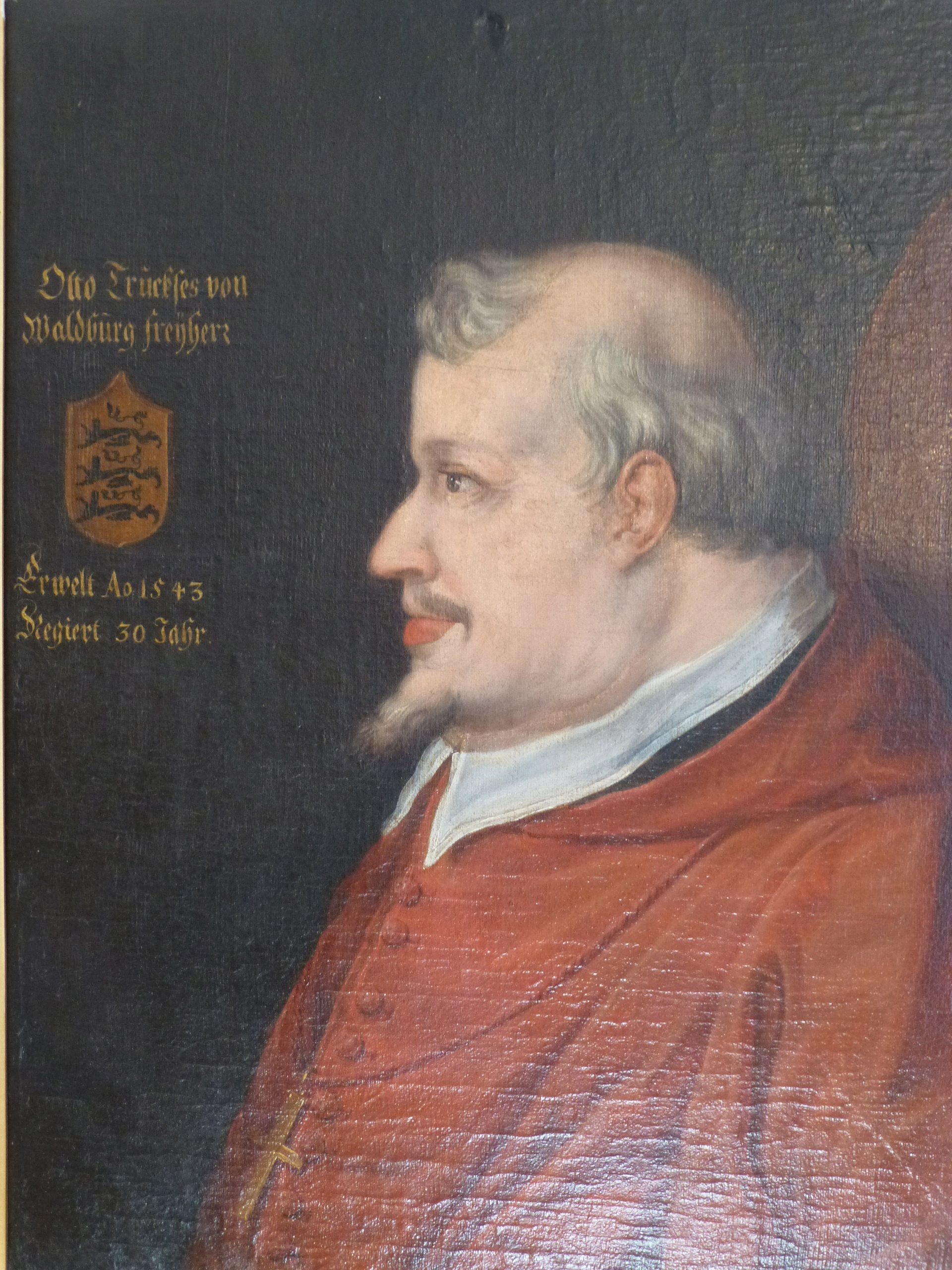
Князь-епископ Отто фон Вальдбург (1543—1573)

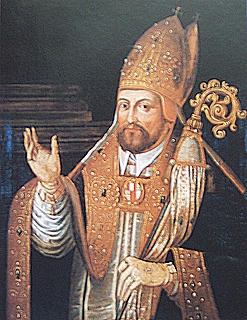
Князь-епископ Йоханн Отто фон Гемминген (1591—1598)

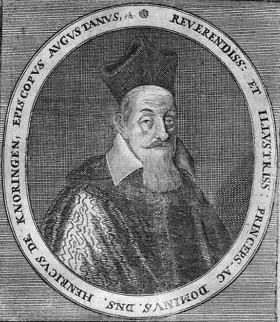
Князь-епископ Генрих V фон Кнёринген (1599—1646)

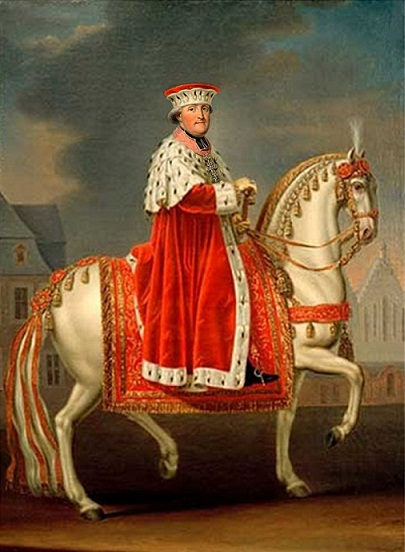
Последний князь-епископ Клеменс Венцеслав Саксонский

Начало преобразования Аугсбургской епархии в духовное княжество относится к периоду пятидесятилетнего правления епископа Ульриха I (923—973), находившегося в родстве с Саксонской династией, который постепенно сосредоточил в своих руках не только духовные, но и светские властные полномочия на территории епископства. При нём Аугсбург перенёс ужасающее нашествие венгров, остановленное имперскими войсками в знаменитой битве на реке Лех (10 августа 955 года).
Наследник Ульриха I князь-епископ Генрих I выступил на стороне своего отца, маркграфа Восточной марки Бурхарда, поддержавшего в 974 году мятеж Генриха II Баварского против императора Оттона II. Подавивший мятеж император несколько месяцев продержал епископа Генриха в тюрьме. При князе-епископе Бруно Баварском (ум. 24.04.1029), брате императора Генриха II, княжество-епископство достигло наибольшего развития. Епископ Бруно восстановил несколько разрушенных монастырей, основал храм и колледж Святого Морица. 
Территория княжества постепенно расширялась за счёт земельных пожертвований, в том числе со стороны князей-епископов: в частности, Генрих I пожертвовал свои владения в Гайзенхаузене, а Бруно отказал епископству свой удел Штраубинг. Князь-епископ Генрих II (1047—1063) добился от регентов малолетнего императора Генриха IV привилегии чеканки собственной монеты. При нём же началось возведение Аугсбургского собора, который был освящён в 1065 году. В начале Борьбы за инвеституру князь-епископ Аугсбурга Эммерих (Эмбрико) незадолго до своей смерти в 1077 году принял сторону императора Генриха IV. Конфликт с римским папой привёл к тому, что в 1077 году во главе государства оказалось сразу два епископа: Зигфрид II и Вигольт (вошёл в историю как антиепископ). Это противостояние надолго затормозило духовное и государственное развитие епископства. 

## Князья-епископы
| Начало правления | Конец правления | Имя                       | Династия    | Дополнительно                              |
| ---------------- | --------------- | ------------------------- | ----------- | ------------------------------------------ |
| 923              | 04.07.973       | Ульрих I фон Диллинген    | Диллингены  | канонизирован в 993 году                   |
| 973              | 14.07.982       | Генрих I фон Гейсенхаузен | Бурхардинги |                                            |
| 982              | 25.06.987       | Этихо дер Вельфе          |             |                                            |
| 987              | 27.07.996       | Лютольд (Людольф)         |             |                                            |
| 996              | 09.07.1000      | Гебхард                   |             |                                            |
| 1000             | 23.08.1006      | Зигфрид I                 |             |                                            |
| 1006             | 23.04.1029      | Бруно Баварский           | Людольфинги | сын герцога Баварии Генриха II Строптивого |
| 1029             | 26.05.1047      | Эберхард I (Эппо)         |             |                                            |
| 1047             | 03.09.1063      | Генрих II                 |             |                                            |
| 1063             | 30.07.1077      | Эммерих фон Лайнинген     |             |                                            |
| 1077             | 04.12.1096      | Зигфрид II                |             |                                            |
| 1077             | 11.05.1088      | антиепископ Вигольт       |             |                                            |
| 1096             | 18.03.1133      | Герман фон Фохбург        |             |                                            |
| 08.09.1133       | 1152            | Вальтер I фон Диллинген   | Диллингены  |                                            |
| 1152             | 24.10.1167      | Конрад фон Хиршек         |             |                                            |
| 1167             | 24.01.1184      | Хартвиг I фон Лирхайм     |             |                                            |
| 28.01.1184       | 01.06.1202      | Удальшалк                 |             |                                            |
| 1202             | 30.04.1208      | Хартвиг II фон Хирхайм    |             |                                            |
| 1208             | 23.08.1227      | Зигфрид III фон Рехберг   |             |                                            |
| 1227             | 1248/1249       | Зибото фон Зеефельд       |             |                                            |
| 13.03.1250       | 04.07.1286      | Гартман фон Диллинген     | Диллингены  |                                            |

- Зигфрид IV фон Альгертсхаузен (19.07.1286 — 26.06.1288);
- Вольфхард фон Рот (18.08.1288 — 13.01.1302);
- Дегенхард фон Хелленштайн (1303 — 26.11.1307);
- Фридрих I Шпет фон Файминген (1309 — 14.03.1331);
- Ульрих II фон Шёненгг (1331 — 25.07.1337);
- Генрих III фон Шёненгг (1337—1347);
- Маркуард I фон Рандек (30.05.1348 — 23.08.1365) — назначен патриархом Аквилеи;
- Вальтер II фон Хохшлиц (19.11.1365 — 04.10.1369);
- Иоганн I фон Шадланд (16.06.1371 — 1372) — доминиканец;
- Буркхард фон Эллербах (12.12.1373 — 09.03.1404);
- Эберхард II фон Кирхберг (30.05.1404 — 12.08.1413);
- Фридрих фон Графенек (24.09.1413 — 24.09.1414) — назначен епископом Бранденбурга;
- Ансельм фон Неннинген (24.09.1414 — 1423);
- Генрих фон Эренфельс (1423);
- Петер фон Шаумберг (27.02.1424 — 12.04.1469);
- Иоганн II фон Верденберг (15.05.1469 — 23.02.1486);
- Фридрих II фон Цоллерн (21.06.1486 — 08.03.1505);
- Генрих IV фон Лихтенау (07.05.1505 — 12.04.1517);
- Кристоф фон Штадион (20.04.1517 — 15.04.1543);

| Начало правления | Конец правления | Имя                                     | Династия      | Допллнительно                            |
| ---------------- | --------------- | --------------------------------------- | ------------- | ---------------------------------------- |
| 01.06.1543       | 02.04.1573      | Отто Труксесс фон Вальдбург             | Вальдбурги    |                                          |
| 31.07.1573       | 05.06.1575      | Иоганн Эгольф фон Кнёринген             | Кнёрингены    |                                          |
| 23.09.1575       | 28.01.1591      | Маркуард II фон Берг                    |               |                                          |
| 10.05.1591       | 06.10.1598      | Иоганн Оттон фон Гемминген              | Геммингены    |                                          |
| 29.11.1598       | 25.06.1646      | Генрих V фон Кнёринген                  | Кнёрингены    |                                          |
| 25.06.1646       | 25.06.1665      | Сигизмунд Франц Австрийский             | Габсбурги     | сын эрцгерцога Австрийского Леопольда V  |
| 18.08.1665       | 01.04.1690      | Иоганн Кристоф фон Фрейберг             | Фрейберги     |                                          |
| 01.04.1690       | 24.01.1737      | Александр Сигизмунд Нойбургский         | Виттельсбахи  | сын курфюрста Филиппа Вильгельма         |
| 24.01.1737       | 12.06.1740      | Иоганн Франц Шенк фон Штауффенберг      | Штауффенберги |                                          |
| 18.08.1740       | 20.08.1768      | Иосиф Игнац Филипп Гессен-Дармштадтский | Гессены       | сын принца Филиппа Гессен-Дармштадтского |
| 20.08.1768       | 1803            | Клеменс Венцеслав Саксонский            | Веттины       | сын курфюрста Фридриха Августа II        |